# Dorippidae
Dorippidae is een familie van krabben, behorende tot de superfamilie der Dorippoidea.

## Systematiek
In deze familie worden volgende genera onderscheiden: 
- Dorippe Weber, 1795
- Dorippoides Serène & Romimohtarto, 1969
- Heikeopsis Ng, Guinot & Davie, 2008
- Medorippe Manning & Holthuis, 1981
- Neodorippe Serène & Romimohtarto, 1969
- Nobilum Serène & Romimohtarto, 1969
- Paradorippe Serène & Romimohtarto, 1969
- Philippidorippe H. Chen, 1986
- Phyllodorippe Manning & Holthuis, 1981

### Uitgestorven
- Archaeocypoda  † Secretan, 1975
- Bartethusa  † Quayle & Collins, 1981
- Eodorippe  † Glaessner, 1980
- Hillius  † Bishop, 1983b
- Sodakus  † Bishop, 1978
- Telamonocarcinus  † Larghi, 2004
- Tepexicarcinus  † Feldmann, Vega, Applegate & Bishop, 1998
- Titanodorippe  † Blow & Manning, 1996